# Cu capul înainte
Cu capul înainte (titlu originar în germană Gegen die Wand, în turcă Duvara Karșı) este un film de coproducție germano-turcă de regizorul germano-turc Fatih Akın.

## Rezumat
De la moartea iubitei sale soții, Cahit, un german de origine turcă, dependent de cocaină și alcool, duce o viață mizerabilă strângând paharele într-un club de rock din Hamburg. Pe jumătate intenționat, într-o noapte, a intrat cu mașina sa într-un zid. Supraviețuind accidentului, întâlnește o fată care încercase să se sinucidă ca să scape de presiunile unor părinți tradiționaliști, turci și ei. Pentru a scăpa de regimul restrictiv din casa părintească, Sibel, o tânără turcoaică născută la Hamburg, îl roagă pe Cahit, un turc de 40 de ani, să se căsătorească cu ea, de ochii lumii. Cahit, un alcoolic cinic, care nu se interesează nici pe departe de convențiile și tradițiile turcești, acceptă într-un sfârșit propunerea. Cahit pare sa întinerească trăind împreună cu o femeie atât de tânără. În final ambii recunosc că s-au îndrăgostit unul de celălalt. Din gelozie Cahit ajunge să facă ceva, în urma cărui fapt conviețuirea celor doi va fi ani întregi imposibilă. Sibel evadează din cauza familiei ei în Istanbul, unde încearcă să ducă o viață normală.

## Distribuție
- Birol Ünel – Cahit Tomruk
- Sibel Kekilli – Sibel Güner
- Catrin Striebeck – Maren
- Meltem Cumbul – Selma
- Hermann Lause – psihoterapeutul Dr. Schiller
- Demir Gökgöl – Yunus Güner
- Cem Akın – Yilmaz Güner
- Mona Mur – clientul la Zoe Bar
- Adam Bousdoukos – Barman 1
- Mehmet Kurtuluș – Barman 2
- Tim Seyfi – taximetristul
- Fanfare Ciocărlia – muzicanți
- Stefan Gebelhoff – Nico
- Francesco Fiannaca – omul de la tejghea

## Premii
- Premiul FIPRESCI și Ursul de Aur, Berlin, 2004.
- Premiul Filmului European (producție) și Premiul publicului (regie) la Premiile Academiei Europene de Film, Barcelona, 2004.
- Premiul Goya (film european), Spania, 2004.
- Premiul pentru montaj, Film+, Germania, 2004.
- Marele Premiu Calpúrnia (Fatih Akin), Festivalul Filmului Independent, Ourense, Spania, 2004.
- Premiul Filmului German - categoria Aur (film de ficțiune, regie, imagine, Birol Ünel, Siebel Kekilli), 2004.
- Premiul Asociației Cinematografelor de Artă din Germania - categoria Aur (film german), 2004.
- Premiul pentru cel mai bun actor (Birol Ünel, Siebel Kekilli), Festivalul Filmului Turco-German, Nürnberg, 2004.